# Slaget vid Piteå
Affären vid Piteå, även känt som slaget vid Pitsund, slaget vid Piteå och Affairen i Pitsund, är benämningen på de strider, som ägde rum vid Piteå under finska kriget den 25 augusti 1809.

## Förlopp
Ryssarna retirerade norrut efter förlusten vid Ratan den 20 augusti 1809. Förföljande svenska förband under major von Hauswolff (fartygschef på fregatten Jarramas), som anlände via havet på eftermiddagen den 25 augusti, hade i uppgift skära av och stänga inne de ryska styrkorna, genom att inta norra stranden av Piteälven vid Pitsund och förstöra bron över älven. Man skulle även uppsnappa eventuella norrifrån kommande sjötransporter.
De svenska styrkorna anlände dock för sent och Hauswolff kunde konstatera att ryssarna redan fanns i stor numerär på båda sidor om Piteälven vid Pitsund. Trots detta gick han själv i en barkass i spetsen för kanonsluparna för att förstöra bron, men blev svårt sårad. Trots beskjutningen från båda stränderna pressade sig fartygscheferna kapten von Gegerfelt och löjtnant Murck framåt med sina kanonslupar. Löjtnanten Everlöf försökte i skydd av sluparna ta sig fram för att förstöra eller bränna bron men misslyckades eftersom ryssarna besatt en närbelägen höjd varifrån man med gevärseld hindrade alla försök att nå fram till bron. Man fann att en landsättning av de medföljande landtrupperna inte var möjlig och efter flera försök fick man dra sig tillbaka. 

Från eskadern upptäckte man nu 13 norrifrån kommande båtar, eftersom man uppfattade dem som fientliga kanonslupar gav man sig först inte i strid med dem, men snart insåg man att de var transportbåtar. De två kanonslupar som beordrats fram att anfalla upptäckte dock att konvojen var eskorterad av två kanonbåtar och drog sig tillbaka mot fregatten Jarramas som dock gick till segels och undvek strid. Efter detta retirerade den svenska styrkan.
Sammandrabbningen tillfogade begränsade förluster på båda sidor (19 sårade och sex stupade svenskar samt 20 sårade, 13 stupade och sju tillfångatagna ryssar) och den ryska segern blev begränsad. Efter slaget plundrades Piteå av ryssarna.

## Eftermäle
1999 restes en minnessten över slaget, där de sista skotten under finska krigen föll och som var den sista krigiska drabbningen på svensk mark. 20 augusti 2009 hölls en minneshögtid vid Pitsund. Kommunalrådet Peter Roslund och kung Carl XVI Gustaf nerlade en krans vid minnesmärket. Ryske militärattachén Sergej Ilnitskij och ryske ambassadören Alexander M Kadakin lade också ned en krans vid minnesstenen. Landshövdingen Per-Ola Eriksson öppningstalade med orden: "Med märkesåret 1809 blir vi påminda vad krig innebär. Måtte krig och hot aldrig mer få fotfäste här hos oss!". Carl XVI Gustaf sade: "Affären i Pitsund ska minna om krigets vedervärdigheter.". Även kronprinsessan Victoria var närvarande.